# السمين الحلبي
السمين الحلبي، هو أحمد بن يوسف بن عبد الدايم، كنيته أبو العباس، ويُلقب بشهاب الدين أو الشهاب الحلبي المعروف بالنحوي أو السمين الحلبي،  مفسر عالم بالعربية والقراءات شافعي من أهل حلب، انتقل إلى القاهرة وبها اشتهر.

## عصره
بعد سقوط بغداد مركز النور ومعين الثروة والرخاء وكعبة العلماء سنة (656هـ) على يد هولاكو المغولي وجيوشه، قادت مصر -في العهد المملوكي- الحركة العلمية في العالم الإسلامي، ووفرت ملاذًا آمنًا استقطب العلماء من كل حدب وصوب، من الشرق والغرب، ممن نبا بهم المقام فهجروا البلاد ورحلوا إلى مصر حيث الأمن والدعة والسلامة والعيش الرغيد والرعاية الطيبة، فتفرغ هؤلاء العلماء للعلم تدريسًا وتأليفًا وجمعًا، تحدوهم الرغبة في إنقاذ الثقافة الإسلامية من نكبة عواصم العلم في الشرق والغرب الإسلاميين، فامتلأت دور العلم من جديد بالطلبة، ورفوف المكتبات بالكتب والمؤلفات، وعوضت العربية شيئًا من تراثها الذي هلك وباد. وفي هذا العصر العلمي، وفي هذه البيئة العلمية، عاش السمين الحلبي .

## مولده ووفاته
لم تذكر المصادر العربية شيئًا عن زمن ولادته، إلا أن أغلب المؤرخين لا يختلفون في زمن وفاته، فقد توفي في القاهرة سنة ست وخمسين وسبعمائة للهجرة النبوية الشريفة.
يُجمع المؤرخون على أن نشأة الرجل كانت في حلب، وقد اكتسب فيها لقبه السمين، ثم يذكرون أنه رحل إلى مصر متنقلاً بين بيئاتها العلمية. فقرأ الحروف بالإسكندرية، والنحو واللغة والقراءات والحديث وغيرها بالقاهرة؛ التي طاب له المقام بها فنزلها ولازم علماءها مدة طويلة، وبخاصة أبوحيان الأندلسي الذي يعد السمين أحد أكابر أصحابه، ولما مهر فيما تعلمه تولى التدريس والإعادة في مساجد القاهرة، وتصدر للإقراء فيها، منها جامع ابن طولون والشافعي... ويبدو أن الرجل قد فقٍه علوم العربية وتمثلها، وكتابه الدر خير شاهد على ذلك.

## مؤلفاته
من مؤلفاته:
- تفسير الدر المصون.[2]
- تفسير القرآن، عشرون جزءًا.[2]
- القول الوجيز في أحكام الكتاب العزيز.[2]
- شرح التسهيل.
- شرح الشاطبية، قال ابن الجزري: لم يسبق إلى مثله.[2]
- عمدة الحفاظ في تفسير أشرف الألفاظ.[2]

## دراسات عن السمين الحلبي

### منهج السمين الحلبي في التفسير في كتابه الدر المصون
وهو رسالة ماجستير لعيسى بن ناصر الدريبي، قال الباحث فيها: «الكتاب مرجع رئيسي في بابه، وموسوعة علمية حوت الكثير من آراء السابقين، اهتم فيه مصنفه بالجانب اللغوي بشكل كبير أو غالب، فذكر الآراء المختلفة في الإعراب، إضافة إلى شرح المفردات اللغوية، كذلك أوجه القراءات القرآنية، كما أنه ألمح إلى الكثير من الإشارات البلاغية، وذكر الكثير من الشواهد العربية فقلما نجد صفحة إلا وفيها شاهد أو أكثر».

وقد توصل الباحث من خلال هذا البحث إلى عدة نتائج أبرزها: 
1. ازدهار الحالة العلمية وقوتها في القرن الثامن – القرن الذي عاش فيه السمين-.
2. تميز السمين الحلبي في علوم النحو واللغة، والقراءات، والفقه، والتفسير، بدليل مؤلفاته الموسوعية في تلك العلوم، وبدليل توليه المناصب العلمية والوظيفية في عصره، فقد تولى القضاء بالنيابة في القاهرة، وتصدر للإقراء في جامع ابن طولون، وأعاد بالشافعي.
3. السمين أشعري العقيدة، شافعي المذهب.
4. قوة الدر المصون في مصادره، وتعددها، وأصالتها في بابها.
5. غلبة النقول وكثرة الأقوال في الدر المصون.
6. استقلال السمين عن شيخه في مصادره، ومنهجه، وتعقبه له في كثير من المواطن، وهذا لا يتنافى مع كثرة اعتماد السمين على شيخه وإفادته منه.
7. لم تكن للسمين عناية واضحة بالناحية الأثرية في الدر مع ورود إشارات ووقفات تفسيرية هامة في تفسير القرآن بالقرآن، وبيان سر خواتيم الآيات.
8. عناية السمين بالقراءات المتواترة والشاذة من حيث ذكرها وتوجيهها، والدفاع عنها، والتزامه ومحافظته في هذا الجانب لذا فالدر يعد من المراجع الهامة في القراءات وتوجيهها.
9. عناية السمين بتفسير اللفظة القرآنية المفردة من حيث صرفها، وبيان معناها اللغوي مما جعل كتابه مصدراً هاماً في باب المفردات القرآنية.
10. عنايته بالشواهد الشعرية في جميع المجالات، في الإعراب واللغة والاشتقاق والصرف والتفسير.
11. أن الدر المصون يعد موسوعة ضخمة في جمع ما ورد في إعراب الآية من أقوال وآراء.
12. تميز منهج السمين في إعراب القرآن بميزات هامة، أهمها: عنايته بالمعنى في الإعراب، والتزام الظاهر، ونبذ الإغراق والتمحل، وحمل القرآن على الأوجه الصحيحة والمشهورة، وتنـزيهه عن الأوجه الضعيفة.
13. اعتنى السمين بدراسة البلاغة القرآنية، من علوم البيان والمعاني والبديع، وأبرز بلاغة القرآن في الترتيب، وسر اختيار الألفاظ والجمل.
14. لم تكن للسمين عناية بالنواحي العقدية والفقهية في الدر، لأنه قد توسع فيها في كتابه الآخر: التفسير الكبير.
15. تأثر بالدر المصون وأفاد منه عدد من المفسرين واللغويين والنحاة، أبرزهم الشهاب الخفاجي في حاشيته على البيضاوي، والجمل في الفتوحات الإلهية والألوسي في روح المعاني والشُمني في المصنف في الكلام على المغني، والشيخ خالد الأزهري في شرح التصريح على التوضيح، وعبد القادر البغدادي في حاشيته على بانت سعاد.
16. وقع السمين في بعض المآخذ، أبرزها: انتقاده لبعض القراءات مما يقدح في منهجه المحافظ فيها، واستطراداته الكثيرة في النحو واللغة، والصرف، مما ليس له أثر في التفسير أو المعنى، وقسوته في انتقاد شيخه.»

### اعتراضات السمين الحلبي في الدُّر المصون على أبي حيان
دراسة للباحث أ. عبد الله بن عبد العزيز بن سليمان الطريقي، بين فيها أن أكثر اعتراضات السمين على أبي حيان إنما هي من قبيل وجهات النظر الخاضعة للحوار والمناقشة، وبيَّن أبي السمين لم يعترض على شيخه أبي حيان في كثير من المسائل وبين أن كثيراً من اعتراضاته على أبي حيان كانت نصرة للزمخشري مما جعله يتكلف الرد والاعتراض ويقع في التناقض أو الخطأ، أو عدم الاعتراض بدليل مقنع.